# أرنو كليمان
ارنو كليمان (بالفرنسية: Arnaud Clément)‏ هو لاعب كرة مضرب فرنسي.

## روابط إضافية
- أرنو كليمان على موقع رابطة محترفي التنس (الإنجليزية)
- أرنو كليمان على موقع الاتحاد الدولي لكرة المضرب (الإنجليزية)
- أرنو كليمان على موقع كأس ديفيز (الإنجليزية)
- أرنو كليمان على موقع خلاصة التنس.كوم (الإنجليزية)
- أرنو كليمان على موقع اللجنة الأولمبية الدولية (الإنجليزية)
- أرنو كليمان على موقع أوليمبيديا (الإنجليزية)
- أرنو كليمان على موقع اللجنة الأولمبية الفرنسية (مؤرشف) (الفرنسية)
- Clement Recent Match Results
- Clement World Ranking History

## روابط خارجية
- أرنو كليمان على موقع IMDb (الإنجليزية)
- أرنو كليمان على موقع قاعدة بيانات الفيلم (الإنجليزية)